# Beinwell
Beinwell (Symphytum), früher (und auch heute in der deutschsprachigen Schweiz) auch Wallwurz (in Bezug auf das Zuheilen [„Wallen“] von Knochenbrüchen und Wunden, insbesondere für die Beinwell-Art Symphytum officinale) oder Beinwurz (von bein für „Knochen“) genannt, ist eine Pflanzengattung, die zur Familie der Raublattgewächse (Boraginaceae) gehört. Die 20 bis 40 Arten sind in Europa, Nordafrika und in West- sowie zentralen Zentralasien weitverbreitet.

## Beschreibung

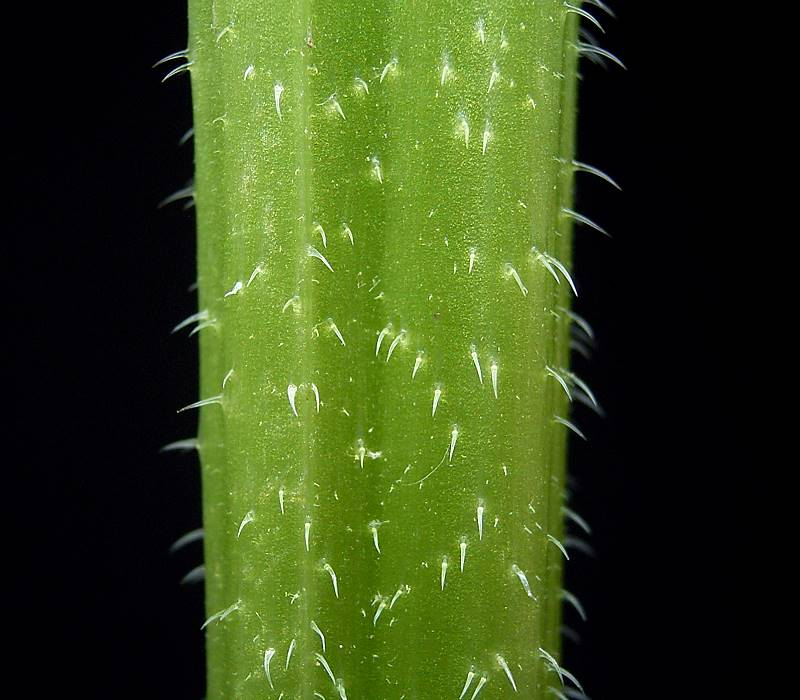
Stängel mit Trichomen vom Echten Beinwell (Symphytum officinale)

### Vegetative Merkmale
Symphytum-Arten sind ausdauernde krautige Pflanzen. Die Wurzeln sind verdickt. Die oberirdischen Pflanzenteile sind rau oder borstig behaart.
Die wechselständigen Laubblätter sind einfach. Die Grundblätter sind gestielt und die Stängelblätter sind sitzend bis (bei vielen Arten) am Stängel herablaufend. Es sind keine Nebenblätter vorhanden.

### Generative Merkmale

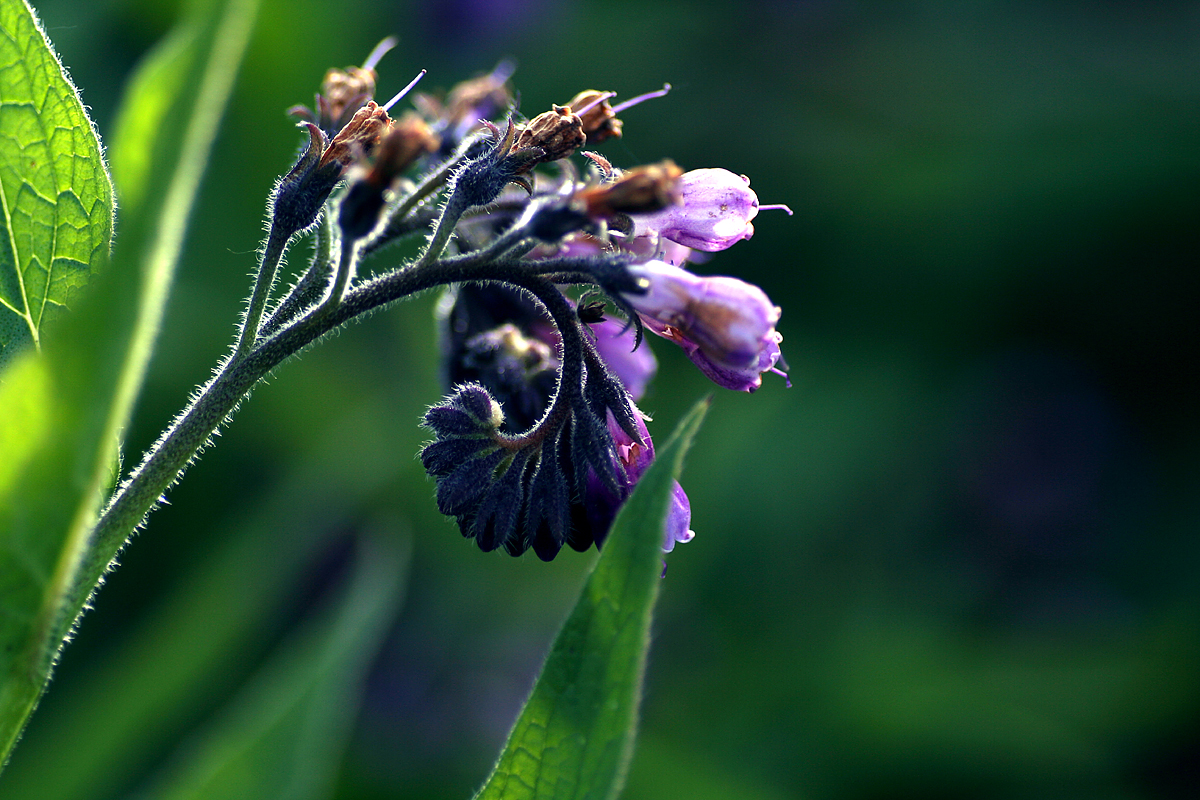
Typischer Blütenstand (Doppelwickel) vom Echten Beinwell (Symphytum officinale)

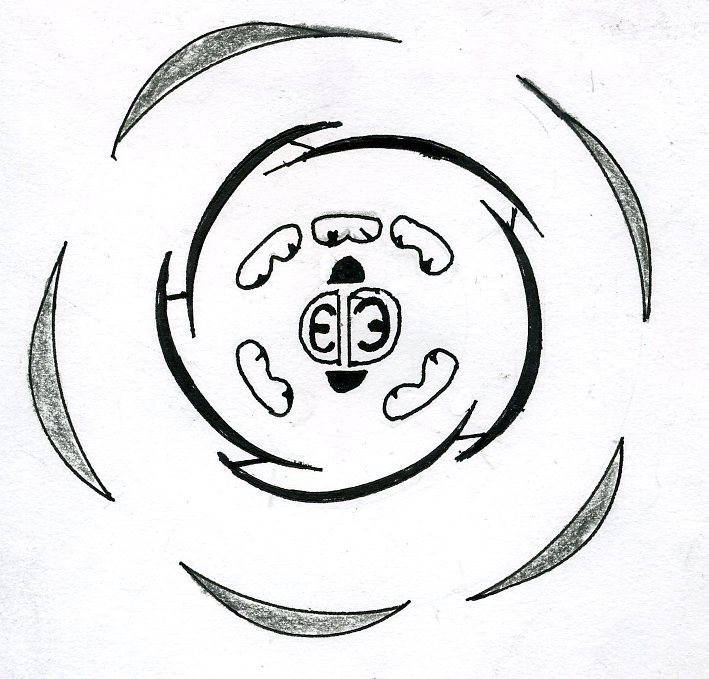
Blütendiagramm

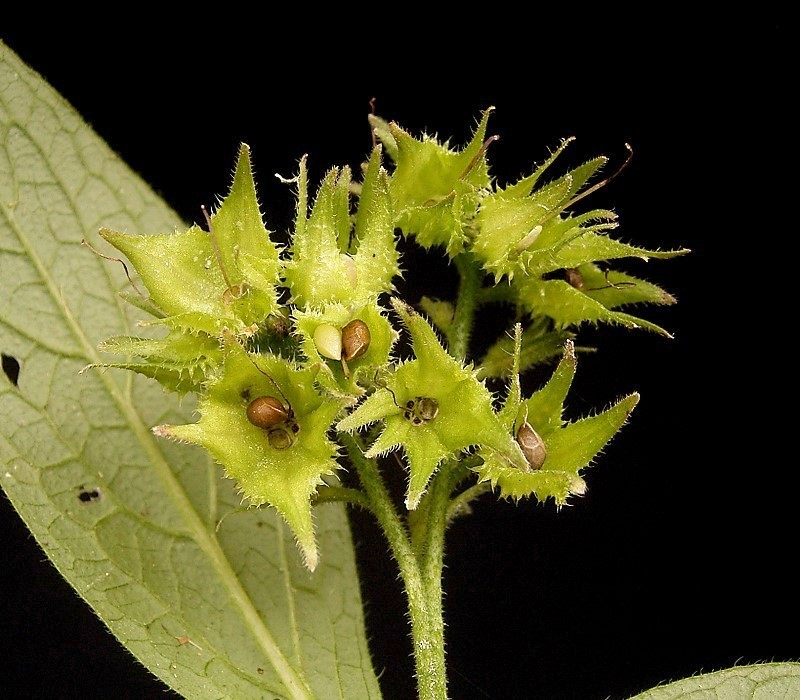
Klausenfrüchte vom Echten Beinwell (Symphytum officinale)

Als typischer Blütenstand wird ein endständiger Doppelwickel gebildet. Es sind keine Deckblätter vorhanden.
Die zwittrigen Blüten sind radiärsymmetrisch und fünfzählig mit doppeltem Perianth. Die fünf Kelchblätter sind höchstens bis zur Mitte mit ungleichen Kelchzipfeln verwachsen und verlängern sich etwas bis zur Fruchtreife. Die fünf hell-purpurroten, weißen oder selten gelben Kronblätter sind meist glockenförmig, aber auch röhrig verwachsen. In der Kronröhre befinden sich fünf Anhängsel, sogenannte „Kronschuppen“, mit papillösen Drüsen. Die fünf Kronlappen sind dreieckig bis halbkreisförmig mit gezähnten Rändern, und die Spitze kann manchmal nach oben eingerollt sein. Es ist nur ein Kreis mit fünf Staubblättern vorhanden; sie sind mit der Kronröhre verwachsen und überragen die Krone nicht. Die zwei Fruchtblätter sind zu einem oberständigen Fruchtknoten verwachsen, der durch Einkerbungen in vier Klausen mit je einer Samenanlage geteilt ist. In der Einsenkung des vierteiligen Fruchtknotens mit konvexem Griffelpolster befindet sich der dünne Griffel, der in einer kopfigen Narbe endet und meist die Krone überragt.
Es werden Klausenfrüchte gebildet. Die vier Teilfrüchte sind eiförmig, manchmal etwas ungleichseitig, meist drüsig-warzig, netzartig-runzelig oder selten glatt. Die Samen besitzen Elaiosomen.

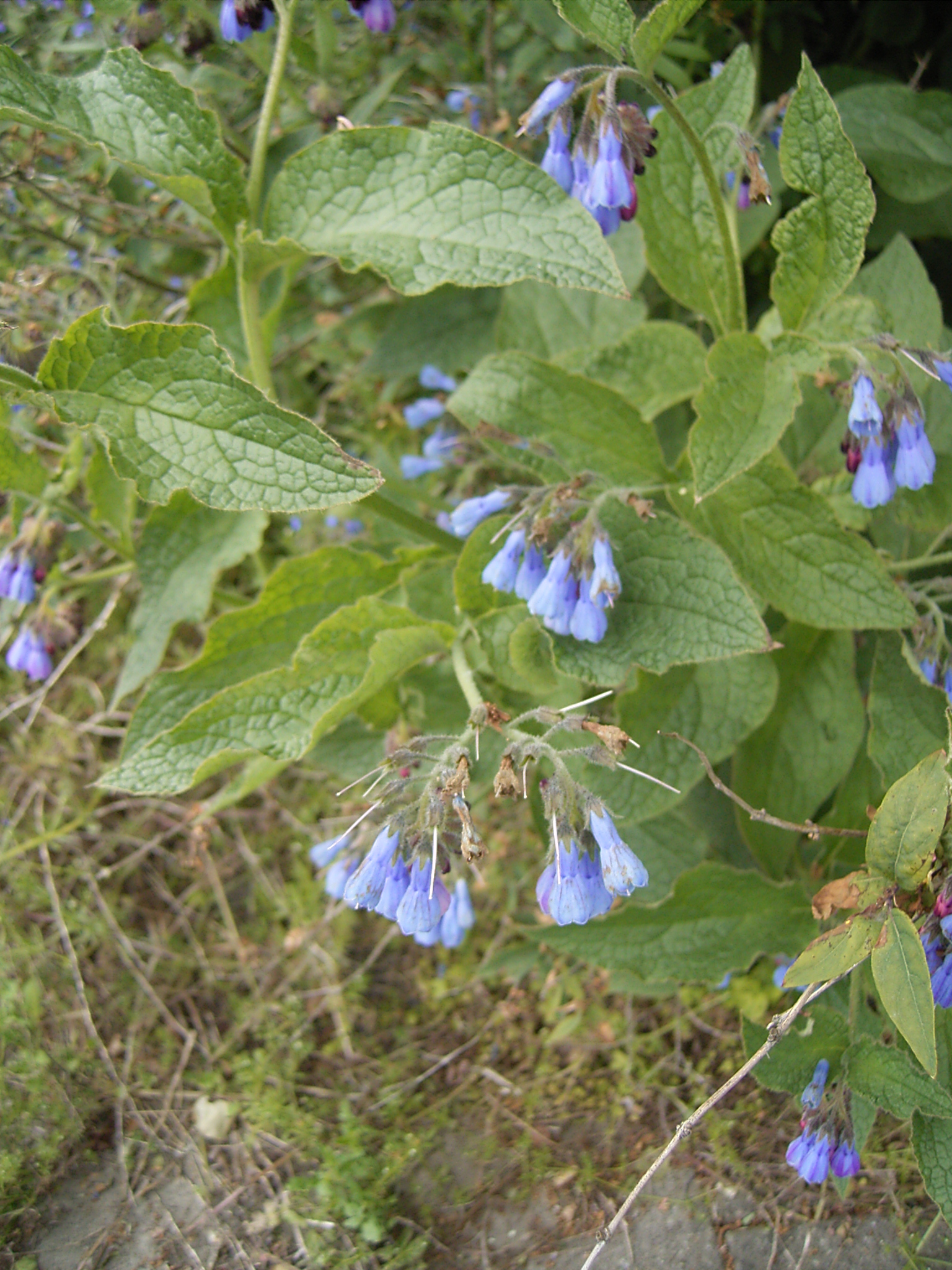
Rauer Beinwell (Symphytum asperum)

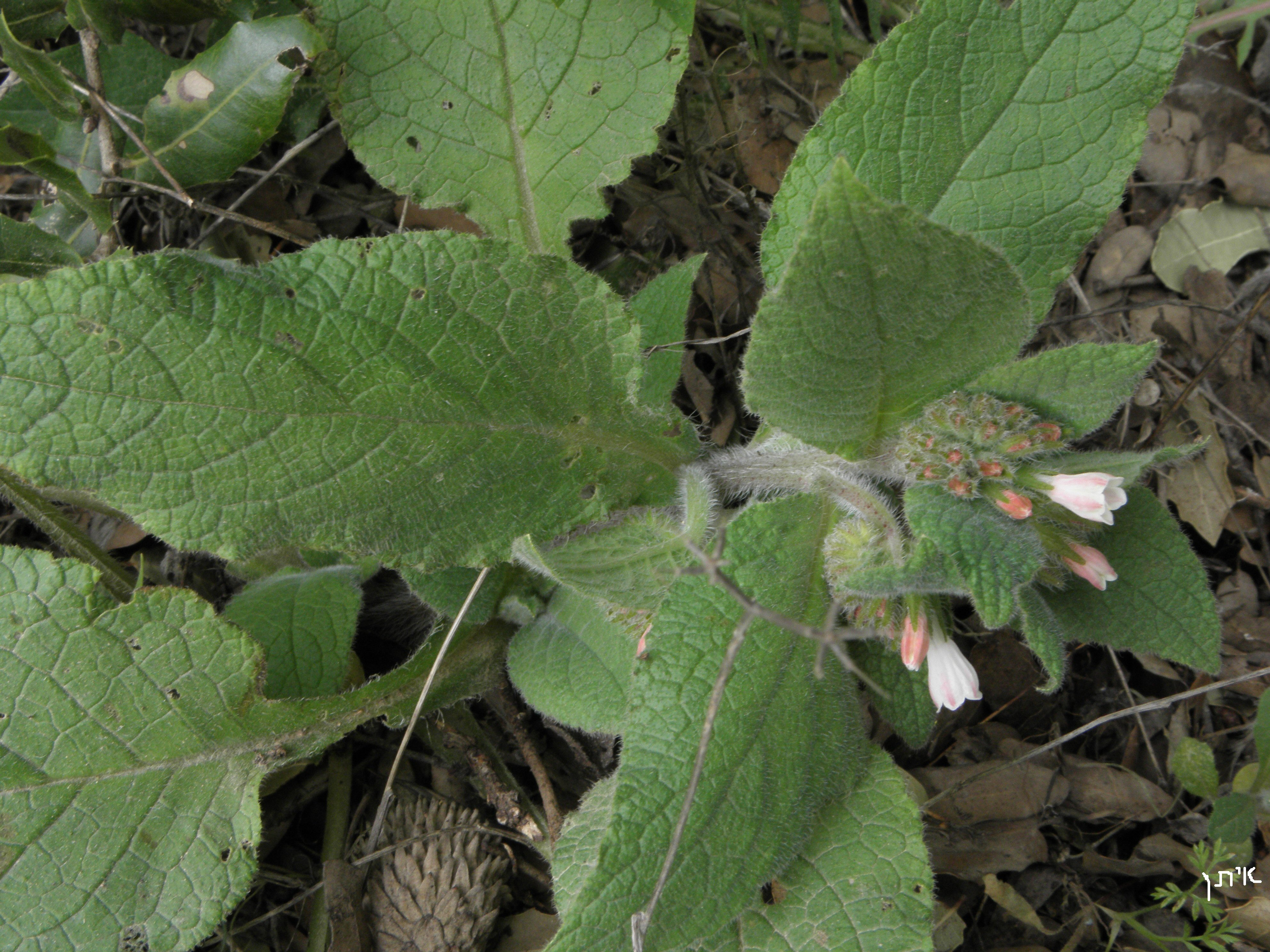
Symphytum brachycalyx

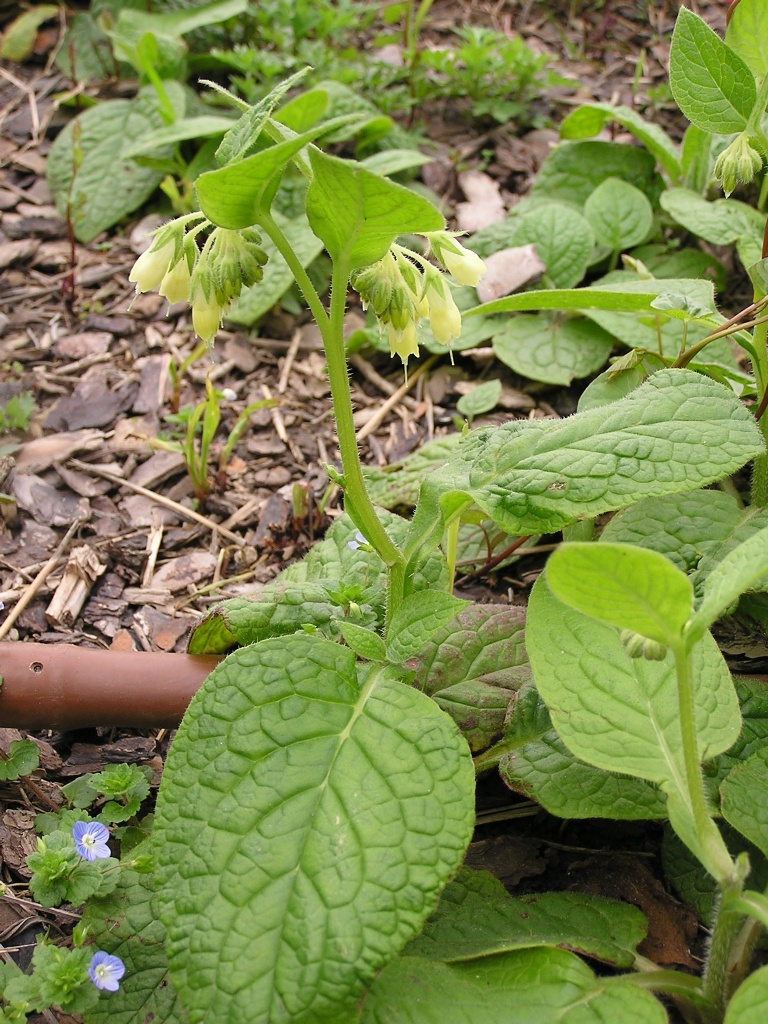
Knollen-Beinwell (Symphytum bulbosum)

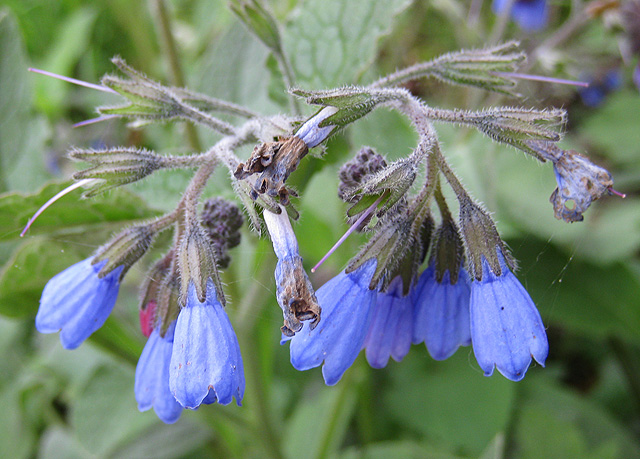
Kaukasischer Beinwell (Symphytum caucasicum)

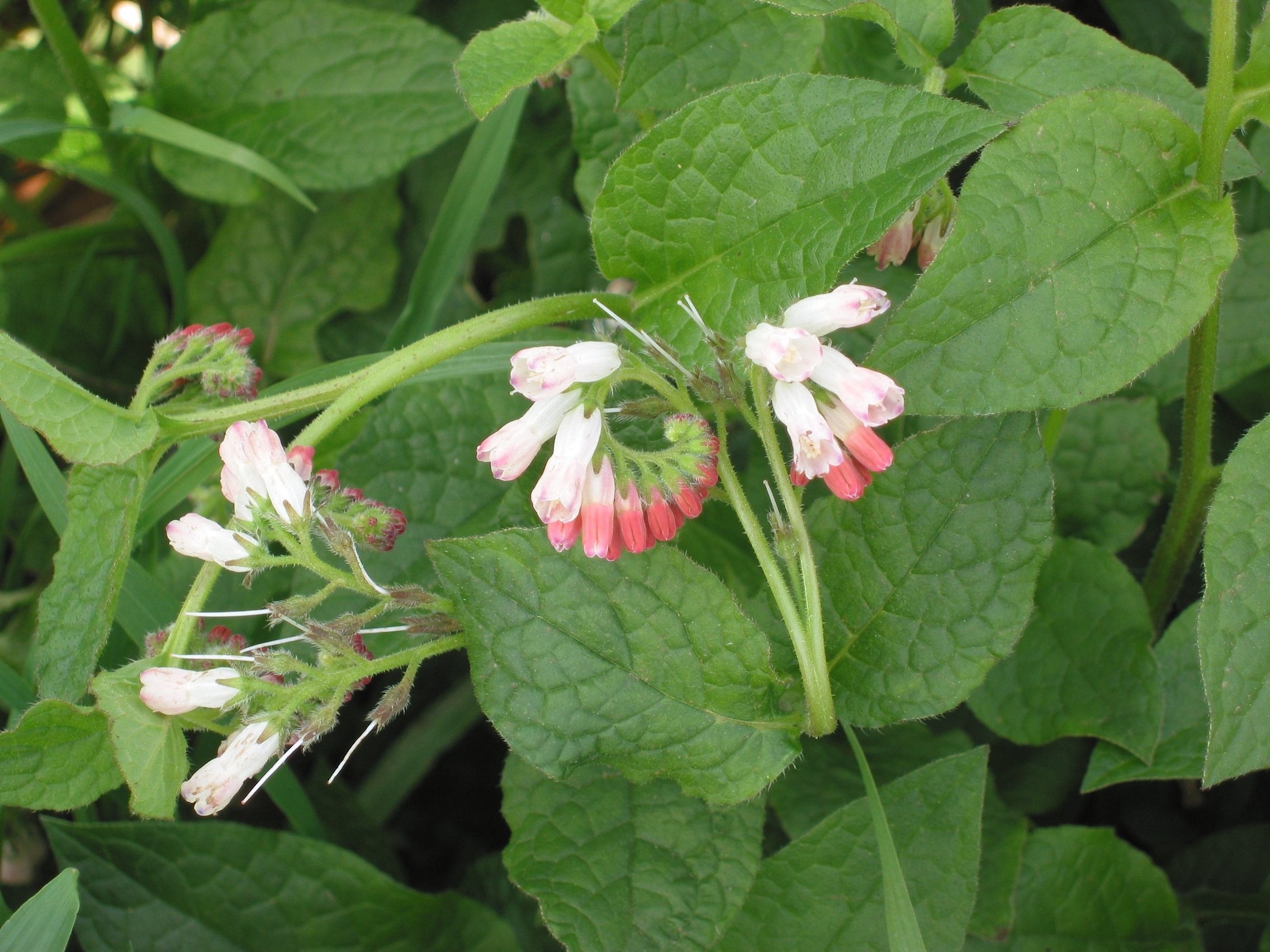
Kriechender Beinwell (Symphytum ibericum)

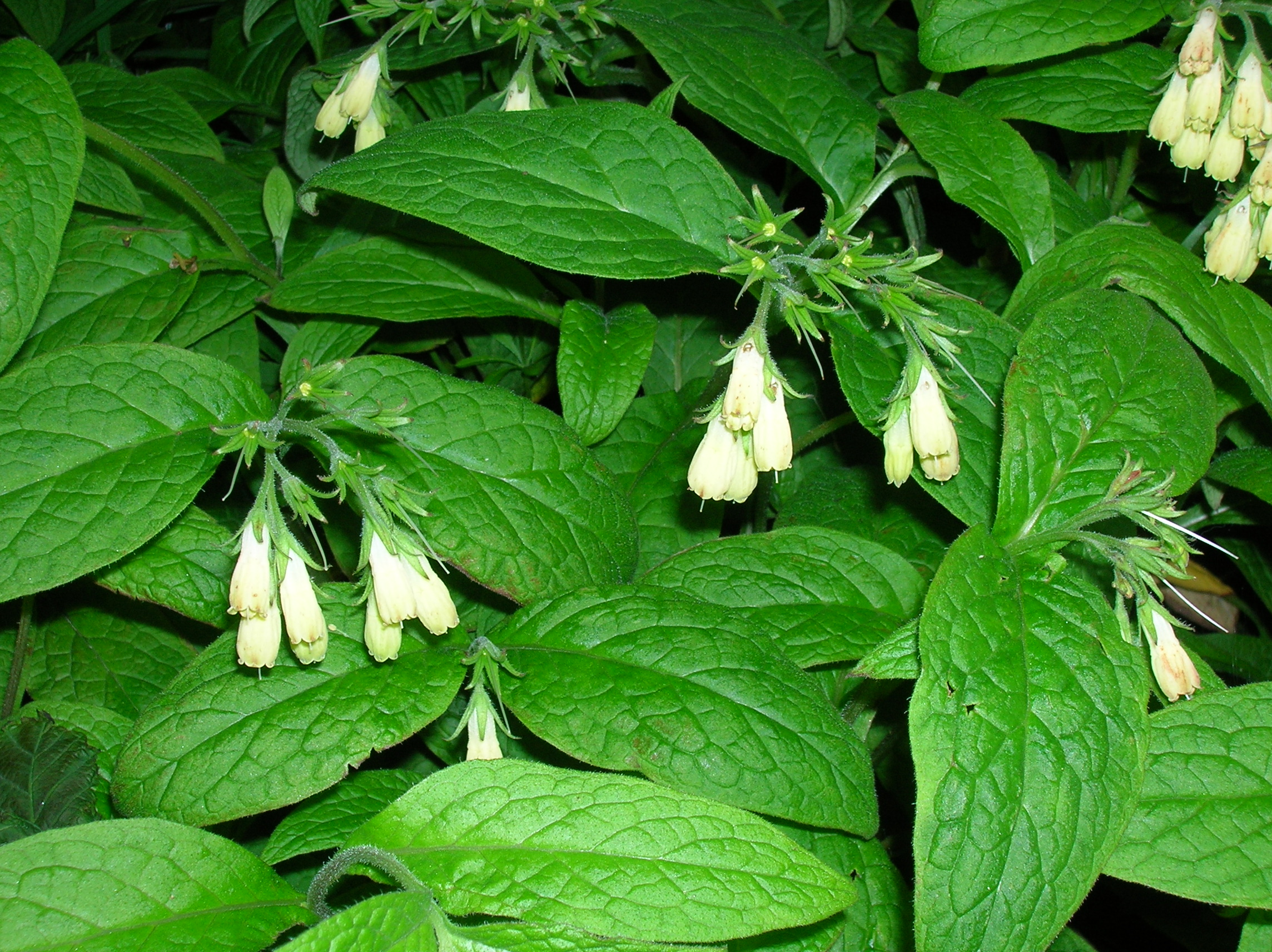
Knoten-Beinwell (Symphytum tuberosum)

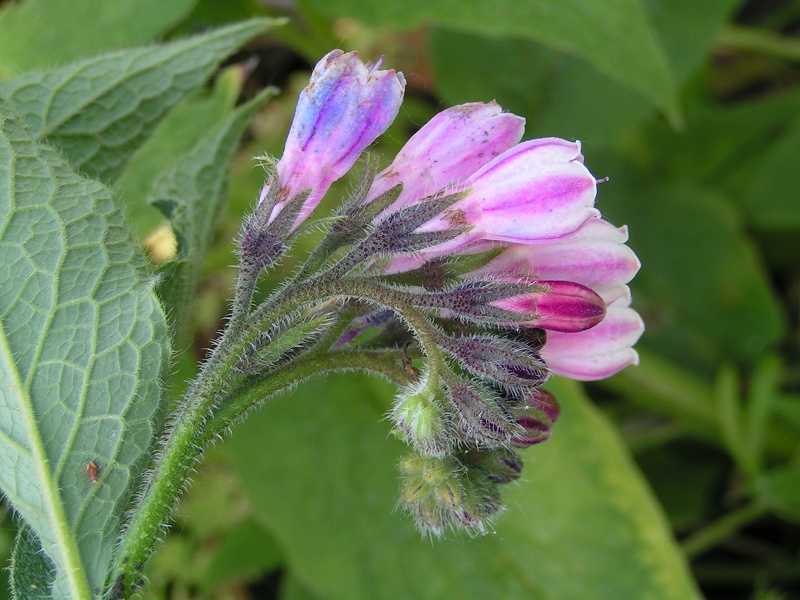
Futter-Beinwell (Symphytum ×uplandicum)

## Systematik
Der Gattungsname Symphytum wurde 1753 durch Carl von Linné in Species Plantarum erstveröffentlicht. Typusart ist Symphytum officinale. Synonyme für Symphytum L. sind. Procopiana Gușul. orth. var., Procopiania Gusul.
Die Gattung Symphytum gehört zur Tribus Boragineae in der Unterfamilie Boraginoideae innerhalb der Familie der Boraginaceae.

## Arten und ihre Verbreitung
Je nach Autor gibt es in der Gattung Beinwell (Symphytum) 20 bis 40 Arten:
- Symphytum aintabicum Hub.-Mor. & Wickens: Die Heimat liegt in der Türkei.
- Symphytum anatolicum Boiss.: Die Heimat liegt auf den Inseln des östlichen Ägäischen Meeres, in der Türkei, im Libanon und in Syrien.
- Rauer Beinwell (Symphytum asperum Lepech., Syn.: Symphytum asperrimum Sims): Das ursprüngliche Verbreitungsgebiet liegt in der Kaukasusregion und im westlichen Asien.
- Symphytum besseri Zaver.: Die Heimat liegt in der Ukraine.
- Symphytum bornmuelleri Buckn.: Die Heimat ist die Türkei.[4]
- Symphytum brachycalyx Boiss.: Das Verbreitungsgebiet liegt um die palästinensische Region und punktuell in der südlichen Türkei.
- Knollen-Beinwell (Symphytum bulbosum Schimp., Syn.: Symphytum zeyheri K.F.Schimp., Symphytum tuberosum subsp. bulbosum (K.F.Schimp.) P.Fourn.): Die Heimat liegt im Mittelmeerraum.
- Kaukasischer Beinwell, Kaukasus-Beinwell (Symphytum caucasicum M.Bieb.):[5] Die Heimat ist der Kaukasusraum und möglicherweise der Iran.[6]
- Symphytum circinale Runemark: Das Verbreitungsgebiet umfasst die Ostägäischen Inseln von Samos und Ikaria bis Rhodos sowie Euböa.[7]
- Herzblättriger Beinwell (Symphytum cordatum Waldst. & Kit. ex Willd.): Die Heimat ist die Slowakei, Polen, die Ukraine und Rumänien.
- Kreta-Beinwell[8] (Symphytum creticum (Willd.) Runemark ex Greuter & Rech.f.):[9] Neben Kreta besiedelt diese Art auch den südlichen Peloponnes und Zakinthos.[7]
- Symphytum cycladense Pawl.: Die Heimat liegt auf lediglich zwei Inseln der griechischen Region Südliche Ägäis.
- Symphytum davisii Wickens: Die drei Unterarten sind Endemiten auf jeweils einer Insel in der Ägäis.[5]
- Symphytum floribundum Buckn. (Syn.: Symphytum mediterraneum F.W.Schultz): Er ist in Frankreich beheimatet.
- Großblütiger Beinwell (Symphytum grandiflorum DC., Syn.: Trautv., Symphytum ciscaucasium Gvin., Symphytum cordatum M.Bieb.):[5] Er kommt in der Kaukasusregion vor.
- Symphytum gussonei F.W.Schultz: Sie kommt auf Sizilien und den umliegenden Inseln vor.
- Symphytum hajastanum Gvin.: Die Heimat ist Armenien.
- Kriechender Beinwell (Symphytum ibericum Steven): Die Heimat ist Georgien und die Türkei.
- Symphytum icaricum Pawl.: Die Heimat sind die ostägäischen Inseln.
- Symphytum insulare (Pawl.) Greuter & Burdet (Syn.: Procopiania insularis Pawl., Trachystemon orientalis sensu Rech.f.): Die Heimat sind Karpathos und die Kykladen.[7]
- Symphytum kurdicum Boiss. & Hausskn.: Die Heimat ist die Türkei.
- Symphytum longisetum Hub.-Mor. & Wickens: Die Heimat ist die Türkei.
- Symphytum naxicola Pawl.: Die Heimat ist Griechenland.
- Echter Beinwell, Gewöhnlicher Beinwell (Symphytum officinale L.): Es gibt mehrere Unterarten:
  - Weißer Beinwell (Symphytum officinale L. subsp. bohemicum (F.W.Schmidt) Čelak., Syn.: Symphytum bohemicum F.W.Schmidt):
  - Echter Beinwell (Symphytum officinale L. subsp. officinale, Syn.: Symphytum album Steud., Symphytum ambiguum Pau, Symphytum besseri Zaver., Symphytum bohemicum F.W.Schmidt, Symphytum coccineum Schltdl., Symphytum commune Faegri, Symphytum consolida Gueldenst., Symphytum elatum Tausch, Symphytum majus Bubani, Symphytum microcalyx Opiz, Symphytum molle Janka, Symphytum patens Sibth., Symphytum peregrinum Ledeb., Symphytum rakosiense (Soó) Pénzes, Symphytum stenophyllum Beck): Er ist von West- über Mittel- sowie Osteuropa bis zur Türkei und Zentralasien verbreitet.[5]
  - Sumpf-Beinwell (Symphytum officinale L. subsp. uliginosum (A.Kern.) Nyman, Syn.: Symphytum uliginosum A.Kern., Symphytum tanaicense Steven, Symphytum vetteri Thell., Symphytum officinale var. glabrescens Nicklès):[5] Das Verbreitungsgebiet erstreckt sich von Mitteleuropa bis Osteuropa.
- Orientalischer Beinwell (Symphytum orientale L., Syn.: Symphytum tauricum auct. non Willd.): Die Heimat liegt in der nordwestlichen Türkei und der südwestlichen Ukraine.[10]
- Symphytum ottomanum Friv. (Syn.: Procopiana euboica Runemark, Symphytum euboicum (Runemark) Runemark): Das Verbreitungsgebiet ist die Balkanhalbinsel.
- Symphytum pseudobulbosum Azn.: Die Heimat ist die Türkei.
- Symphytum savvalense Kurtto: Die Heimat liegt in der Türkei.
- Symphytum sylvaticum Boiss.: Die Heimat ist die Türkei.
- Symphytum tauricum Willd.: Die Heimat ist Bulgarien, Rumänien und Russland.
- Knoten-Beinwell (Symphytum tuberosum L.): Je nach Autor gibt zwei Unterarten:
  - Symphytum tuberosum subsp. angustifolium (Kern.) Nyman (Syn.: Symphytum leonhardtianum Pugsley, Symphytum tuberosum subsp. nodosum (Schur) Soó)
  - Symphytum tuberosum L. subsp. tuberosum: Er ist in großen Teilen Europas verbreitet.

Außerdem gibt es an Hybriden:
- Symphytum ×foliosum Rehm: Die Heimat sind die mitteleuropäischen Staaten Tschechien und Slowakei.
- Symphytum ×hidcotense P.D.Sell: Die Eltern sind der Großblütige Beinwell (Symphytum grandiflorum) DC. und der Futter-Beinwell (Symphytum ×uplandicum) Nyman).[11]
- Symphytum ×norvicense Leaney & C.L.O’Reilly: Die Heimat ist England. Die Elternteile sind der Raue Beinwell (Symphytum asperum) und der Echte Beinwell (Symphytum officinale).
- Symphytum ×perringianum P.H.Oswald & P.D.Sell: Die Elternteile sind der Orientalische Beinwell (Symphytum orientale) L. und der Futter-Beinwell (Symphytum ×uplandicum Nyman).
- Symphytum ×pseudopterum Borb.: Die Heimat ist die Slowakei.
- Symphytum ×rakosiense (Soó) Pénzes: Die Heimat ist die Slowakei.
- Symphytum ×ullepitschii Wettst. (Syn.: Symphytum ×polonicum Błocki ex Buckn.[5]): Die Heimat ist die Slowakei.
- Futter-Beinwell (Symphytum ×uplandicum Nyman, es handelt sich um eine Hybride aus dem Rauen Beinwell und dem Echten Beinwell (Symphytum asperum × Symphytum officinale).

## Verwendung

### Heilpflanze
Die Beinwell-Arten wurden schon in alter Zeit als Heilkraut verwendet. Der antike griechische Arzt Dioskurides etwa beschreibt das von ihm bereits so genannte Symphyton állo (σύμφυτον ἄλλο) ausführlich. Ob allerdings die in der lateinischen Antike als alum Gallicum bekannte Heilpflanze dem Beinwell entspricht, ist unklar. Jedenfalls leitet sich sowohl der altgriechische als auch der deutsche Name der Pflanze von ihrer Anwendung bei Knochenbrüchen und offenen Wunden ab. Auch bei Verletzungen von Bändern und Sehnen wurde den Pflanzen Heilwirkung zugeschrieben. Sowohl der heute anerkannte Gattungsname Symphytum als auch der in früheren Werken gebräuchliche Name Consolida (übersetzt „wachse zusammen“, von lateinisch consolidare; griechisch symphýein) beziehen sich auf das „Zusammenwachsen“. Als Heilpflanze wird besonders der Echte Beinwell (Symphytum officinale) eingesetzt und auch in Kräutergärten angebaut. Äußerlich angewendet ist er wirksam bei Prellungen, Zerrungen und Verstauchungen, der Gebrauch unterliegt jedoch Beschränkungen. Eingesetzt wird Beinwell bei  sogenannten „stumpfen Traumen“ aufgrund seiner schmerzlindernden, entzündungshemmenden und abschwellenden Wirkung. Ein Vergleich mit oberflächlicher Anwendung von Diclofenac bei Gelenkverletzungen ergab einen mindestens gleichwertigen Wirkstärkeneffekt von Beinwellextrakt. Die Heilwirkung auf die Haut ist auf den Inhaltsstoff Allantoin zurückzuführen, der heute auch in der Kosmetik zahlreiche Anwendungsgebiete gefunden hat. 
 Allantoin bewirkt die Beschleunigung des Zellaufbaus und der Zellbildung, was in der alten Heilkunde vor allem bei der Behandlung von Unterschenkelgeschwüren genutzt wurde.

### Giftigkeit
Beinwell enthält wechselnde Mengen von Pyrrolizidinalkaloiden, die (in hoher Dosierung und als Einzelsubstanz) leberschädigend und krebsauslösend wirken. Die Kommission E hat daher für Deutschland den Gebrauch als Heilpflanze nur unter Einschränkungen zugelassen. In Kanada und einigen Staaten der USA dürfen Beinwellprodukte zur inneren Anwendung nicht mehr vermarktet werden.
Unkundige haben den hochgiftigen Fingerhut (Digitalis purpurea) schon mit Beinwell verwechselt.

### Bodenverbesserer
Allen Beinwellarten ist gemeinsam, dass sie sehr schnell wachsen und im Garten rasch lästig werden können.  Im Garten werden sie gerne als Mulchmaterial verwendet. Beinwelljauche ist ein hervorragender organischer Stickstoff-Dünger (siehe auch Pflanzenjauche).
Die Eignung als Mulchmaterial kommt daher, dass Beinwell-Arten im Boden nach Nährstoffen „schürfen“, die in nährstoffarmen Böden für andere Pflanzen oft nicht verfügbar sind.